# Млади краљевићи
Млади краљевићи (енгл. Young Royals) шведска је телевизијска серија коју су створили Лиса Амбјерн, Ларс Бекунг и Камила Холтер за Netflix. Радња се одвија у елитном интернату у Шведској и врти се око принца Вилхелма (Едвин Ридинг), његовог односа са Сајмоном Ериксоном (Омар Рудберг), као и драме која проистиче из тог односа. Премијера је приказана 1. јула 2021.

## Улоге

### Главне
- Едвин Ридинг као принц Вилхем од Шведске
- Омар Рудберг као Симон Ериксон
- Малте Гордингер као Август од Орнеса
- Фрида Аргенто као Сара Ериксон
- Никита Угла као Фелис Еренкрона

### Споредне
- Инти Замора Собрадо као Ајуб
- Бери Јервиз као Рош
- Пернила Август као краљица Кристина од Шведске
- Ивар Форслинг као принц Ерик
- Кармен Глорија Перез као Линда
- Леонард Терфелт као Мик
- Ингела Олсон као госпођица Ањет Лиља
- Натали Варли као Медисон Макој
- Фелисија Трудсон као Стела
- Мими Сијон као Фредерика
- Нилс Ветерхолм као Винсент
- Самјуел Астор као Нилс
- Фабијан Фенџ као Хенри
- Уно Елгер као Валтер
- Сјао-Лонг Ратје Џао као Александер

## Епизоде
| Сезона | Сезона | Епизоде | Епизоде        | Оригинална објава | Оригинална објава |
| ------ | ------ | ------- | -------------- | ----------------- | ----------------- |
|        | 1.     | 6       | 6              | 1. јул 2021.      | 1. јул 2021.      |
|        | 2.     | 6       | 6              | 1. новембар 2022. | 1. новембар 2022. |
|        | 3.     | 6       | 5              | 11. март 2024.    | 11. март 2024.    |
| 1      | 3.     | 6       | 18. март 2024. | 18. март 2024.    |                   |